# Ford Mondeo
El Ford Mondeo es un automóvil de turismo del segmento D producido por el fabricante estadounidense Ford desde 1992. Es el primer automóvil de Ford declarado "world car" (auto mundial), pues la intención del Mondeo era consolidar varias líneas de modelos Ford en todo el mundo (el europeo Ford Sierra, el Ford Telstar en Asia y Australia y el Ford Tempo/Mercury Topaz en América del Norte). El nombre Mondeo deriva del latín mundus, que significa "mundo". Entre sus rivales se encuentran el Audi A4, Citroën C5, Hyundai Sonata, Hyundai i40, Honda Accord, Mazda 6, Opel Vectra, Opel Insignia, Peugeot 407, Peugeot 508, Renault Laguna, Renault Talisman, Skoda Superb, Subaru Legacy, Toyota Avensis y Volkswagen Passat.
Para sus primeras dos generaciones el Ford Mondeo fue fabricado usado la plataforma CDW27 de Ford, mientras que la tercera generación utilizó la plataforma EUCD. La cuarta (y actual) generación usa la plataforma CD4 de Ford (el primer automóvil en hacerlo).
Hasta 2019, Ford ha producido cinco versiones del Ford Mondeo a lo largo de cuatro generaciones. En 1996, el Mondeo de primera generación experimentó un extenso rediseño, convirtiéndose en el MK II.
En América del Norte el Mondeo MK I y el MK II se produjo y comericializó como el Ford Contour y Mercury Mystique de 1995 a 2000. El Mercury Cougar de 1999-2002 es una variante hatchback de tres puertas con una carrocería distinta del MK II, vendido como Ford Cougar en algunos mercados de exportación.
El Ford Mondeo MK V es el segundo Mondeo diseñado como "world car" pues adopta el nombre de Ford Fusion en América, Medio Oriente y Corea del Sur. En enero de 2016, Ford presentó un rediseño para el modelo 2017 en los Estados Unidos sin haber fecha confirmada para el Mondeo europeo. Finalmente, en el Salón del Automóvil de Bruselas de 2019, Ford presentó un rediseño importante para el Mondeo 2019, con un diseño actualizado a través de nueva parrilla, ópticas LED y distintos paragolpes. Estrenando además nuevas mecánicas: motores Diesel 2.0 EcoBlue, mucho más eficientes que los anteriores 2.0 TDCi y ya adaptados a las nuevas normas de emisiones Euro 6d Temp. Así como la variante híbrida, ahora disponible también en la variante Familiar.

## Mondeo MKI
El Mondeo MK fue presentado en Europa en marzo de 1993, siendo fabricado en la planta de Ford en Bélgica. Su aparición generó una revolución en el concepto de los sedanes de representación. Se convirtió en un modelo que inauguró una nueva tendencia en el mercado, convirtiéndose en un gran éxito de ventas. Al año siguiente fue galardonado como Coche del Año en Europa. A diferencia del Sierra, muy pocas versiones tienen tracción a las cuatro ruedas, y ninguna tracción trasera como gran desventaja en el segmento de las berlinas más lujosas. Fue uno de los primeros modelos de su categoría en incorporar airbags frontales, antibloqueo de frenos y control de tracción. La reestilización de 1997 incluyó entre otros cambios un frontal totalmente distinto.
Su producción continuó hasta el año 1996, cuando Ford decidió aplicar una reestilización en el diseño del vehículo, adoptando un nuevo diseño tanto del compartimento del motor como de la parte posterior. Este reestilizado fue el primer modelo de Ford en estrenar la nueva corriente de diseño bautizada como New Edge, por lo que el modelo al mismo tiempo fue considerado como una segunda generación del Mondeo, aunque en realidad es solo un reestilizado de la primera.

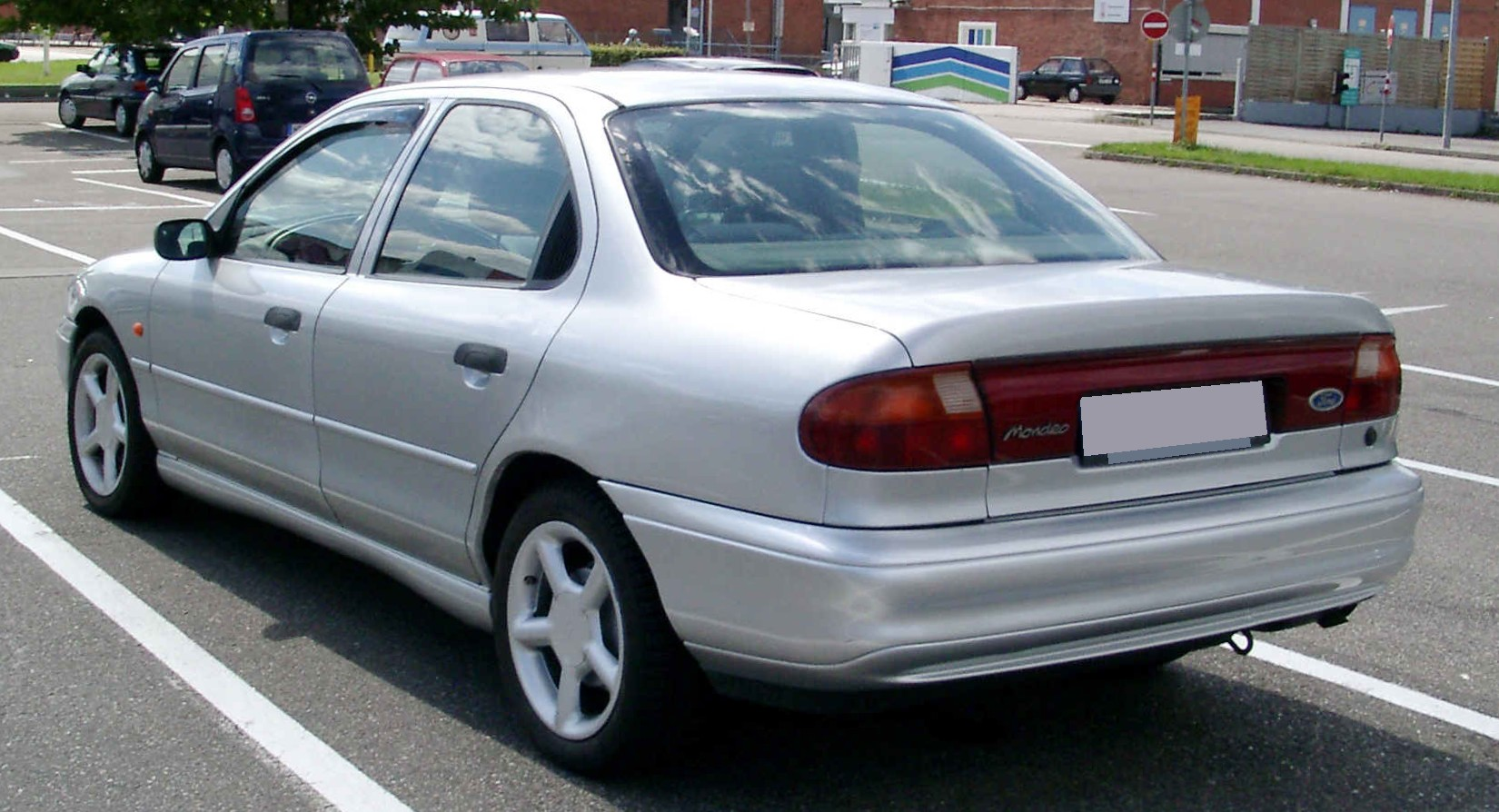
Sedán
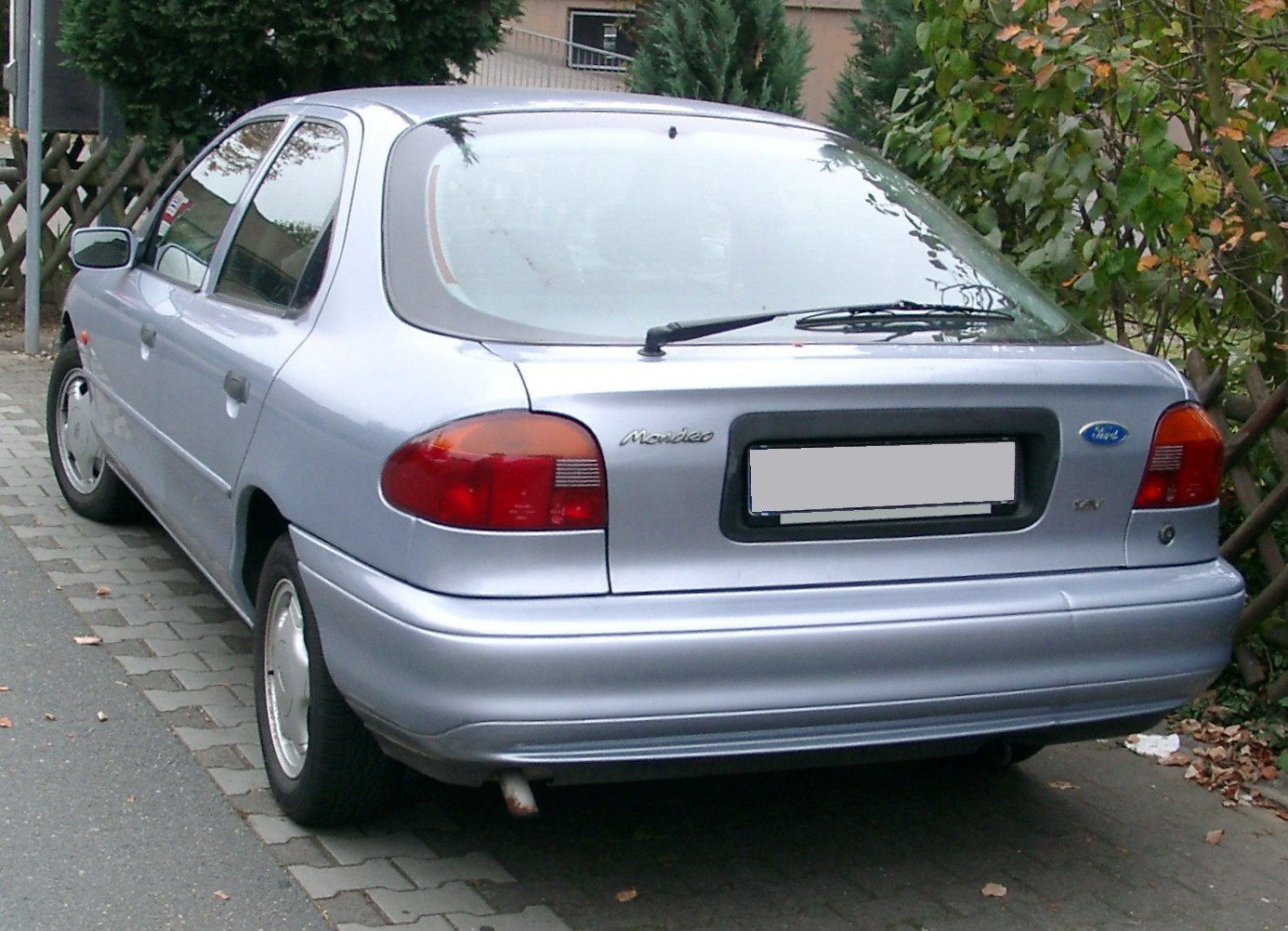
Liftback
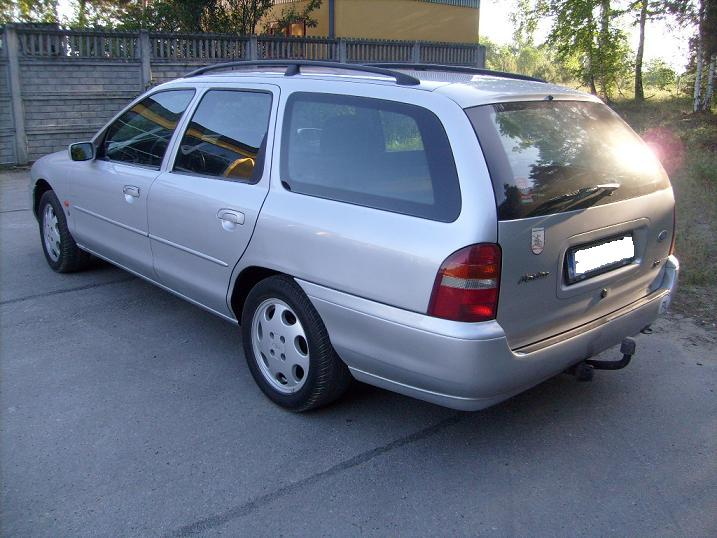
Familiar

### Motorizaciones
Los motores de gasolina de cuatro cilindros de la familia Zetec eran un 1,6 litros de 90 CV, un 1,8 litros de 115, y un 2 litros de 130 o 136 CV, todos ellos de cuatro válvulas por cilindro. El tope de la gama era un motor de gasolina Duratec de seis cilindros en V, 2,5 litros de cilindrada, cuatro válvulas por cilindro y 170 o 205 CV de potencia máxima. El único diésel era un Endura-E de cuatro cilindros en línea, 1,8 litros de 90 CV, con turbocompresor, intercooler e inyección indirecta.
| Periodo                        | 1993-1994             | 1994-1996             | 1993-1994                                         | 1994-1996                                         | 1993-1996                                         | 1994-1996                                         |
| Identificación del motor       | L1F                   | L1J                   | RKA                                               | RKB                                               | NNGA                                              | SEA                                               |
| Tipo de motor                  | L4 16v                | L4 16v                | L4 16v                                            | L4 16v                                            | L4 16v                                            | V6 24v                                            |
| Diámetro x carrera             | 76.0 mm × 88.0 mm     | 76.0 mm × 88.0 mm     | 80.6 mm × 88.0 mm                                 | 80.6 mm × 88.0 mm                                 | 84.8 mm × 88.0 mm                                 | 82.4 mm × 79.5 mm                                 |
| Cilindrada                     | 1597 cm³              | 1597 cm³              | 1796 cm³                                          | 1796 cm³                                          | 1988 cm³                                          | 2544 cm³                                          |
| Relación de compresión         | 10.3: 1               | 10.3: 1               | 10.0: 1                                           | 10.0: 1                                           | 10.0: 1                                           | 9.7: 1                                            |
| Potencia máxima: CV (kW) @ rpm | 90 CV (66 kW) @ 5250  | 88 CV (65 kW) @ 5250  | 115 CV (85 kW) @ 5750                             | 112 CV (82 kW) @ 5750                             | 136 CV (100 kW) @ 6000                            | 170 CV (125 kW) @ 6250                            |
| Par máximo: Nm @ rpm           | 138 Nm @ 3500         | 138 Nm @ 3500         | 158 Nm @ 3750                                     | 158 Nm @ 3750                                     | 180 Nm @ 4000                                     | 220 Nm @ 4250                                     |
| Tracción                       | Delantera             | Delantera             | Delantera                                         | Delantera                                         | Delantera / Total                                 | Delantera                                         |
| Transmisión                    | Manual, 5 velocidades | Manual, 5 velocidades | Manual, 5 velocidades / Automática, 4 velocidades | Manual, 5 velocidades / Automática, 4 velocidades | Manual, 5 velocidades / Automática, 4 velocidades | Manual, 5 velocidades / Automática, 4 velocidades |
| Aceleración 0–100 km/h         | 13.7 s                | 13.7 s                | 11.1 s                                            | 11.1 s                                            | 9.7 s                                             | 8.6 s                                             |
| Velocidad máxima               | 180 km/h              | 180 km/h              | 195 km/h                                          | 195 km/h                                          | 209 km/h                                          | 225 km/h                                          |
| Consumo combinado (L/100 km)   | 7.1                   | 7.1                   | 6.8                                               | 6.8                                               | 7.5                                               | 8.2                                               |

| Periodo                        | 1993-1996                 | 1993-1996                 |                       |                       |                       |                       |                       |
| Identificación del motor       | RFN, RFM                  | RFD, RFK                  |                       |                       |                       |                       |                       |
| Tipo de motor                  | L4 8v, turbo, intercooler | L4 8v, turbo, intercooler |                       |                       |                       |                       |                       |
| Diámetro x carrera             | 82.5 mm × 82.0 mm         | 82.5 mm × 82.0 mm         |                       |                       |                       |                       |                       |
| Cilindrada                     | 1753 cm³                  | 1753 cm³                  |                       |                       |                       |                       |                       |
| Relación de compresión         | 21.5: 1                   | 21.5: 1                   |                       |                       |                       |                       |                       |
| Potencia máxima: CV (kW) @ rpm | 88 CV (65 kW) @ 4500      | 90 CV (66 kW) @ 4500      |                       |                       |                       |                       |                       |
| Par máximo: Nm @ rpm           | 178 Nm @ 2000             | 180 Nm @ 2000             |                       |                       |                       |                       |                       |
| Tracción                       | Delantera                 | Delantera                 | Delantera             | Delantera             | Delantera             | Delantera             | Delantera             |
| Transmisión                    | Manual, 5 velocidades     | Manual, 5 velocidades     | Manual, 5 velocidades | Manual, 5 velocidades | Manual, 5 velocidades | Manual, 5 velocidades | Manual, 5 velocidades |
| Aceleración 0–100 km/h         | 13.7 s                    | 13.7 s                    |                       |                       |                       |                       |                       |
| Velocidad máxima               | 181 km/h                  | 181 km/h                  |                       |                       |                       |                       |                       |
| Consumo combinado (L/100 km)   | 6.4                       | 6.4                       |                       |                       |                       |                       |                       |

## Mondeo MKII
El Mondeo MKII, fue una fuerte reestilización practicada al Mondeo MKI, aunque si bien el modelo supuso un nuevo concepto en diseño, no presentó variantes en cuanto a su mecánica. Sin embargo, esta reestilización fue presentada como una segunda generación del Mondeo, siendo también catalogada como la carta de presentación de la corriente de diseño conocida como "New Edge", que más tarde fue aplicada en la presentación del Ford Ka, el Ford Focus y el Ford Scorpio. El nuevo Mondeo presentaba un estilo de diseño más agresivo en sus ópticas delanteras, dándole al frente del coche un aspecto más desafiante. Su parrilla fue reformada, adoptando un diseño oval con la insignia de Ford en el centro. En su parte trasera, también recibió modificaciones, pasando a llevar nuevas ópticas traseras con un corte diagonal en sus laterales internos.
En lo que se refiere a su mecánica, continuaba siendo la misma, contando con los motores de cuatro cilindros de 1,8 litros de 115 CV y 2 litros de 130 o 136 CV, además del 6 cilindros en V de 2,5 litros y 170 o 205 CV y del diésel de cuatro cilindros en línea, 1,8 litros de 90 CV, con turbocompresor, intercooler e inyección indirecta, todos ellos acoplados a una caja de velocidades de 5 marchas. Los modelos a gasolina con motor de 4 y 6 cilindros tenían opción de caja automática CD4E.

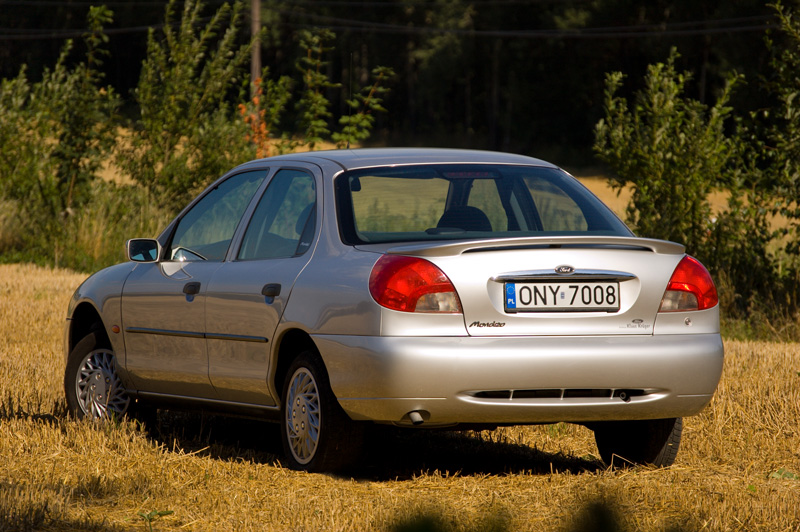
Sedán
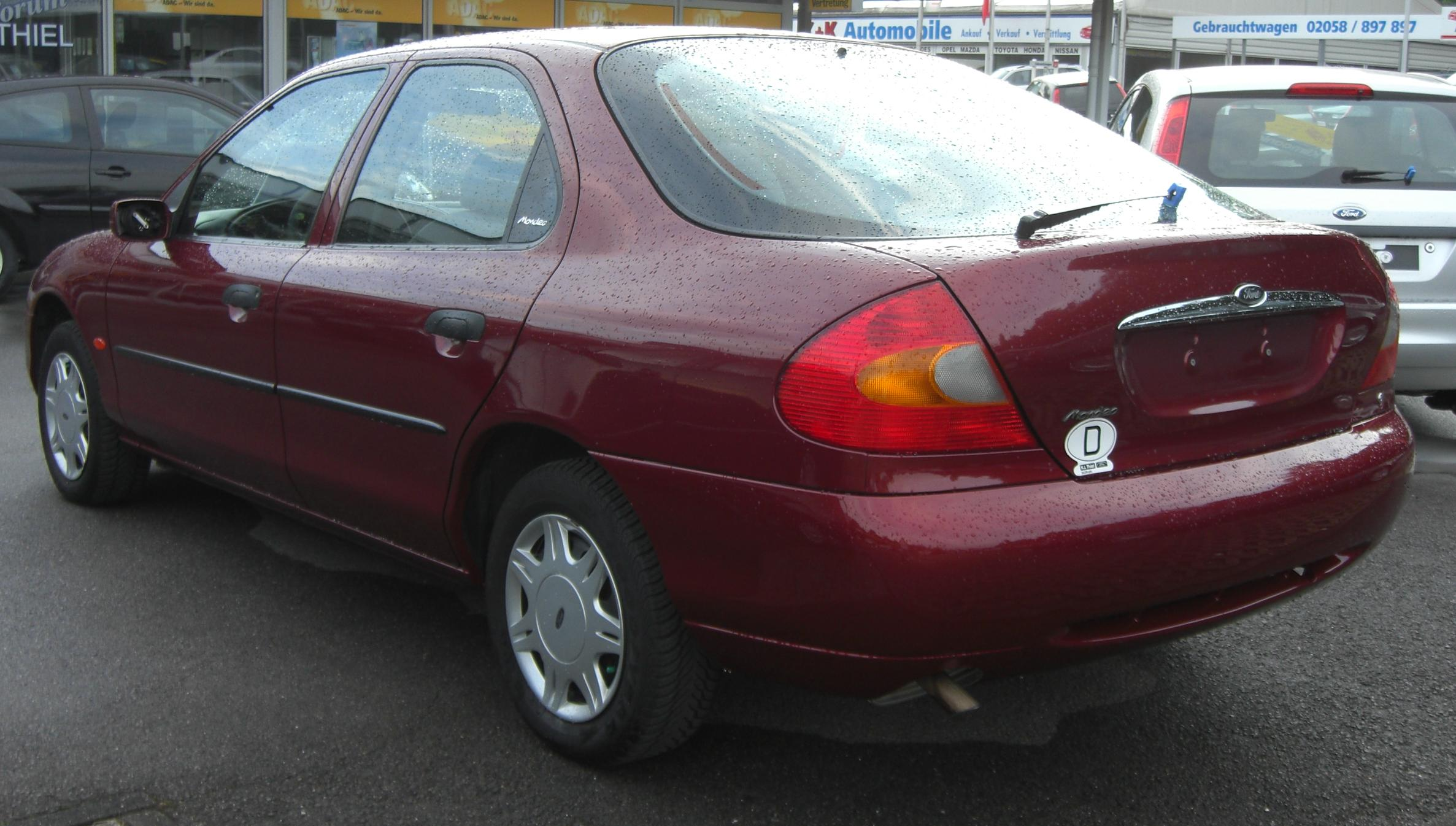
Liftback
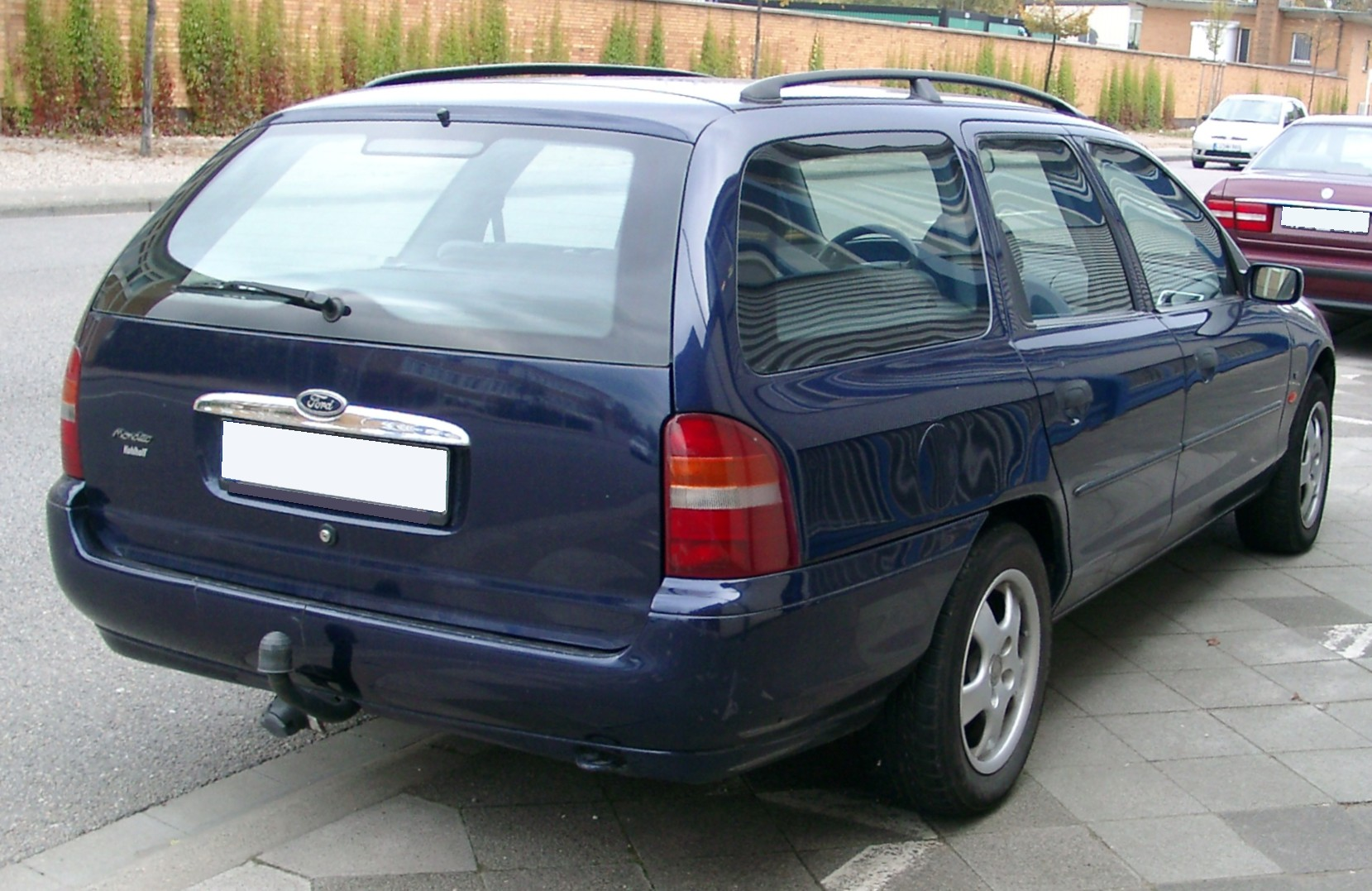
Familiar

### Motorizaciones
| Periodo                        | 1996-1999             | 1999-2000             | 1996-2000                                         | 1996-1998                                         | 1998-2000                                         | 1996-1999                                         | 1999-2000                                         | 1999-2000              |
| Identificación del motor       | L1J                   | L1L, L1N              | RKB, RFK                                          | NGA                                               | NGB                                               | SEA                                               | SEB                                               | SGA                    |
| Tipo de motor                  | L4 16v                | L4 16v                | L4 16v                                            | L4 16v                                            | L4 16v                                            | V6 24v                                            | V6 24v                                            | V6 24v                 |
| Diámetro x carrera             | 76.0 mm × 88.0 mm     | 76.0 mm × 88.0 mm     | 80.6 mm × 88.0 mm                                 | 84.8 mm × 88.0 mm                                 | 84.8 mm × 88.0 mm                                 | 82.4 mm × 79.5 mm                                 | 81.6 mm × 79.5 mm                                 | 81.6 mm × 79.5 mm      |
| Cilindrada                     | 1597 cm³              | 1597 cm³              | 1796 cm³                                          | 1988 cm³                                          | 1988 cm³                                          | 2544 cm³                                          | 2495 cm³                                          | 2495 cm³               |
| Relación de compresión         | 10.3: 1               | 10.3: 1               | 10.0: 1                                           | 10.0: 1                                           | 10.0: 1                                           | 9.7: 1                                            | 9.7: 1                                            | 10.25: 1               |
| Potencia máxima: CV (kW) @ rpm | 90 CV (66 kW) @ 5250  | 95 CV (70 kW) @ 5250  | 115 CV (85 kW) @ 5750                             | 131 CV (96 kW) @ 5700                             | 131 CV (96 kW) @ 5600                             | 170 CV (125 kW) @ 6250                            | 170 CV (125 kW) @ 6250                            | 205 CV (151 kW) @ 6500 |
| Par máximo: Nm @ rpm           | 138 Nm @ 3500         | 142 Nm @ 3600         | 158 Nm @ 3750                                     | 176 Nm @ 3700                                     | 178 Nm @ 4000                                     | 220 Nm @ 4250                                     | 220 Nm @ 4250                                     | 235 Nm @ 5500          |
| Tracción                       | Delantera             | Delantera             | Delantera                                         | Delantera                                         | Delantera                                         | Delantera                                         | Delantera                                         | Delantera              |
| Transmisión                    | Manual, 5 velocidades | Manual, 5 velocidades | Manual, 5 velocidades / Automática, 4 velocidades | Manual, 5 velocidades / Automática, 4 velocidades | Manual, 5 velocidades / Automática, 4 velocidades | Manual, 5 velocidades / Automática, 4 velocidades | Manual, 5 velocidades / Automática, 4 velocidades | Manual, 5 velocidades  |
| Aceleración 0–100 km/h         | 13.4-13.8 s           | 13.1 s                | 11.0 s                                            | 9.9 s                                             | 10.0 s                                            | 8.3 s                                             | 8.3 s                                             | 7.7 s                  |
| Velocidad máxima               | 180 km/h              | 185 km/h              | 195 km/h                                          | 206 km/h                                          | 206 km/h                                          | 224 km/h                                          | 224 km/h                                          | 231 km/h               |
| Consumo combinado (L/100 km)   | 7.1-7.7               | 7.6-8.3               | 7.3-8.4                                           | 8.1-8.7                                           | 8.0-8.9                                           | 9.0-9.7                                           | 9.2-9.5                                           | 10.1                   |

| Periodo                        | 1996-2000                 |                       |                       |                       |                       |                       |                       |
| Identificación del motor       | RFN                       |                       |                       |                       |                       |                       |                       |
| Tipo de motor                  | L4 8v, turbo, intercooler |                       |                       |                       |                       |                       |                       |
| Diámetro x carrera             | 82.5 mm × 82.0 mm         |                       |                       |                       |                       |                       |                       |
| Cilindrada                     | 1753 cm³                  |                       |                       |                       |                       |                       |                       |
| Relación de compresión         | 21.5: 1                   |                       |                       |                       |                       |                       |                       |
| Potencia máxima: CV (kW) @ rpm | 90 CV (66 kW) @ 4500      |                       |                       |                       |                       |                       |                       |
| Par máximo: Nm @ rpm           | 177 Nm @ 2250             |                       |                       |                       |                       |                       |                       |
| Tracción                       | Delantera                 | Delantera             | Delantera             | Delantera             | Delantera             | Delantera             | Delantera             |
| Transmisión                    | Manual, 5 velocidades     | Manual, 5 velocidades | Manual, 5 velocidades | Manual, 5 velocidades | Manual, 5 velocidades | Manual, 5 velocidades | Manual, 5 velocidades |
| Aceleración 0–100 km/h         | 13.9 s                    |                       |                       |                       |                       |                       |                       |
| Velocidad máxima               | 180 km/h                  |                       |                       |                       |                       |                       |                       |
| Consumo combinado (L/100 km)   | 6.0-6.6                   |                       |                       |                       |                       |                       |                       |

### Final
En octubre del año 2000, Ford firmó el cese de producción del Mondeo MK2 debido a sus bajas ventas, la empresa abandonó el estilo de diseño "New Edge" y fue sustituido por el Ford Mondeo MK3.

## Mondeo MKIII
Lanzado en octubre de 2000 y considerado como la segunda generación de este modelo (aunque denominado oficialmente como MK3), este Mondeo era considerablemente más grande que su predecesor. Aunque Ford abandonó el estilo de diseño New Edge para este Mondeo MK3, utilizó algunos elementos de diseño que se habían implementado en el modelo Ford Focus I, dándole un efecto total que muchos críticos calificaron como de mayor madurez y contención respecto al Focus.
Este Mondeo fue presentado en México en 2001, donde reemplazó al estadounidense Ford Contour, y fue vendido en este país desde 2001 hasta 2007, cuando fue reemplazado por el Ford Fusion. En Brasil, el modelo ingresó al mercado en el año 2002, compitiendo contra modelos como el Chevrolet Vectra o el Volkswagen Passat. Sin embargo, la poca aceptación de este modelo llevó a que fuese reemplazado en 2006, también por el Ford Fusion.
Tras convertirse el Volkswagen Passat V en 1996 en el referente respecto al espacio interior, Ford puso mucho énfasis en el diseño interior de su Mondeo MK3 y fue el primer fabricante en responder al estándar fijado por Volkswagen. Adaptó el estilo estadounidense del interior redondeado del Mondeo MK2 y desarrolló un sobrio diseño "germánico", que no solo parecía más sofisticado, sino que además estaba dotado de una más de alta calidad de terminación, debido al uso de materiales más costosos.
El modelo fue reestilizado en 2004.[cita requerida]

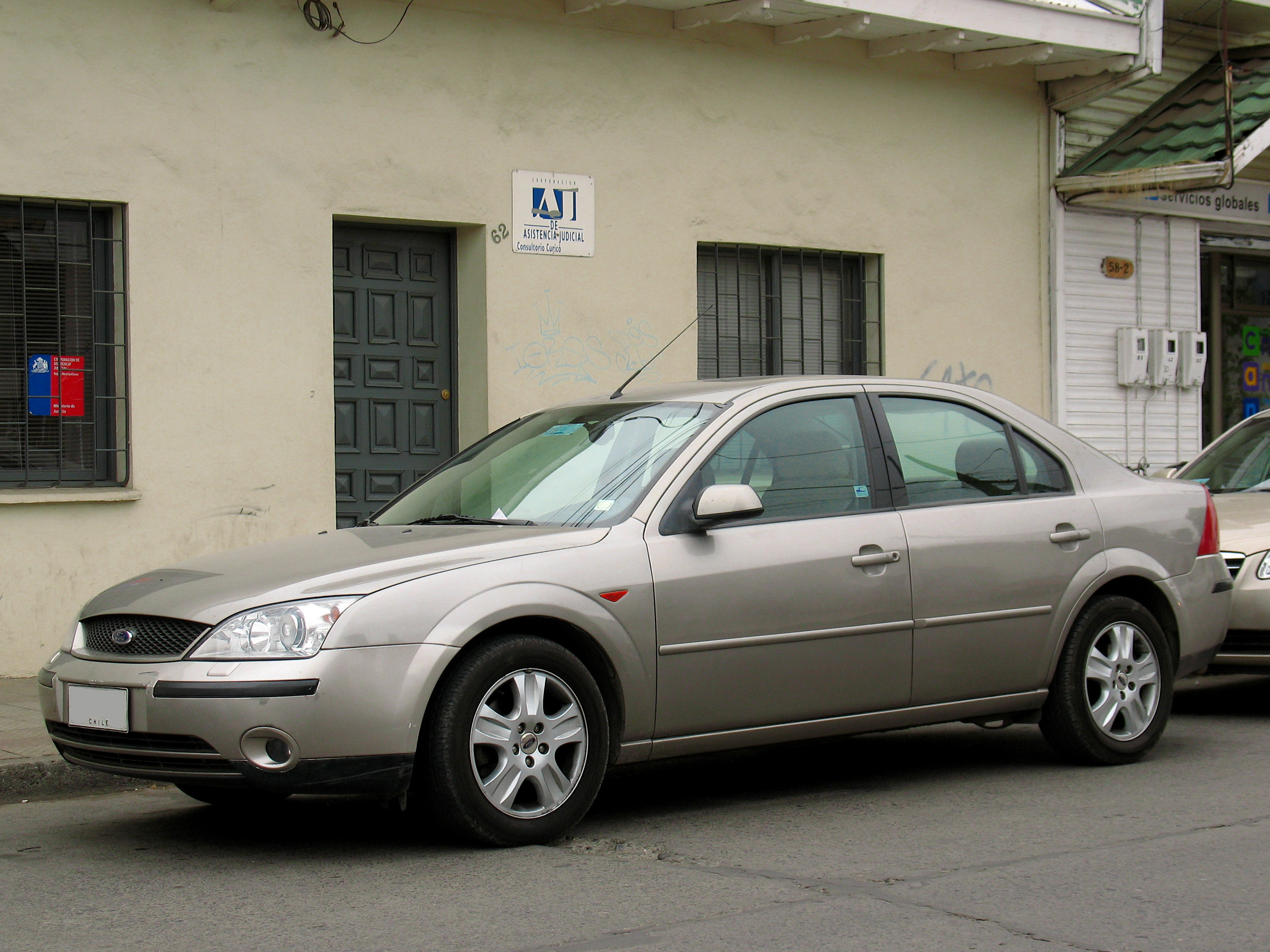
Sedán
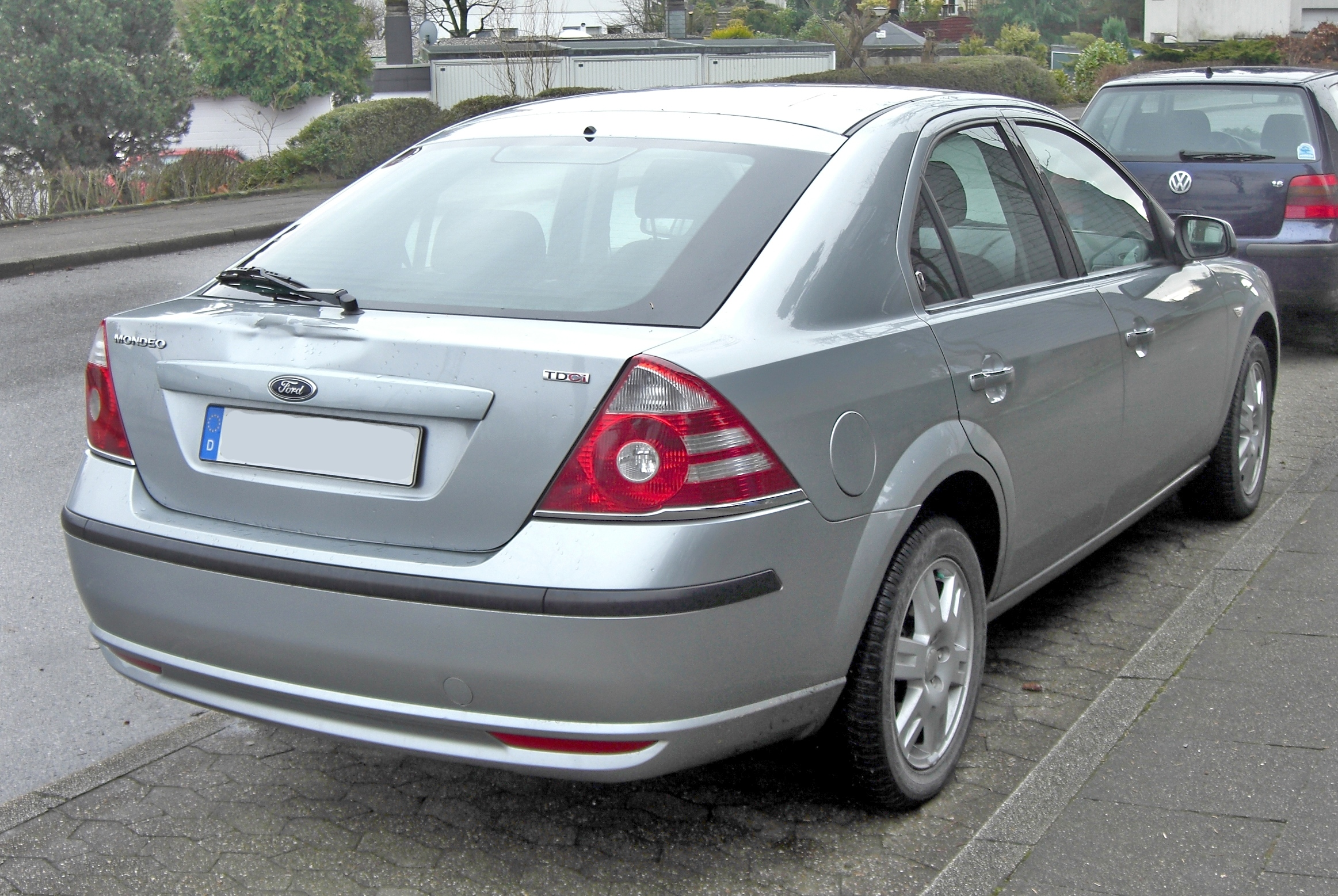
Liftback
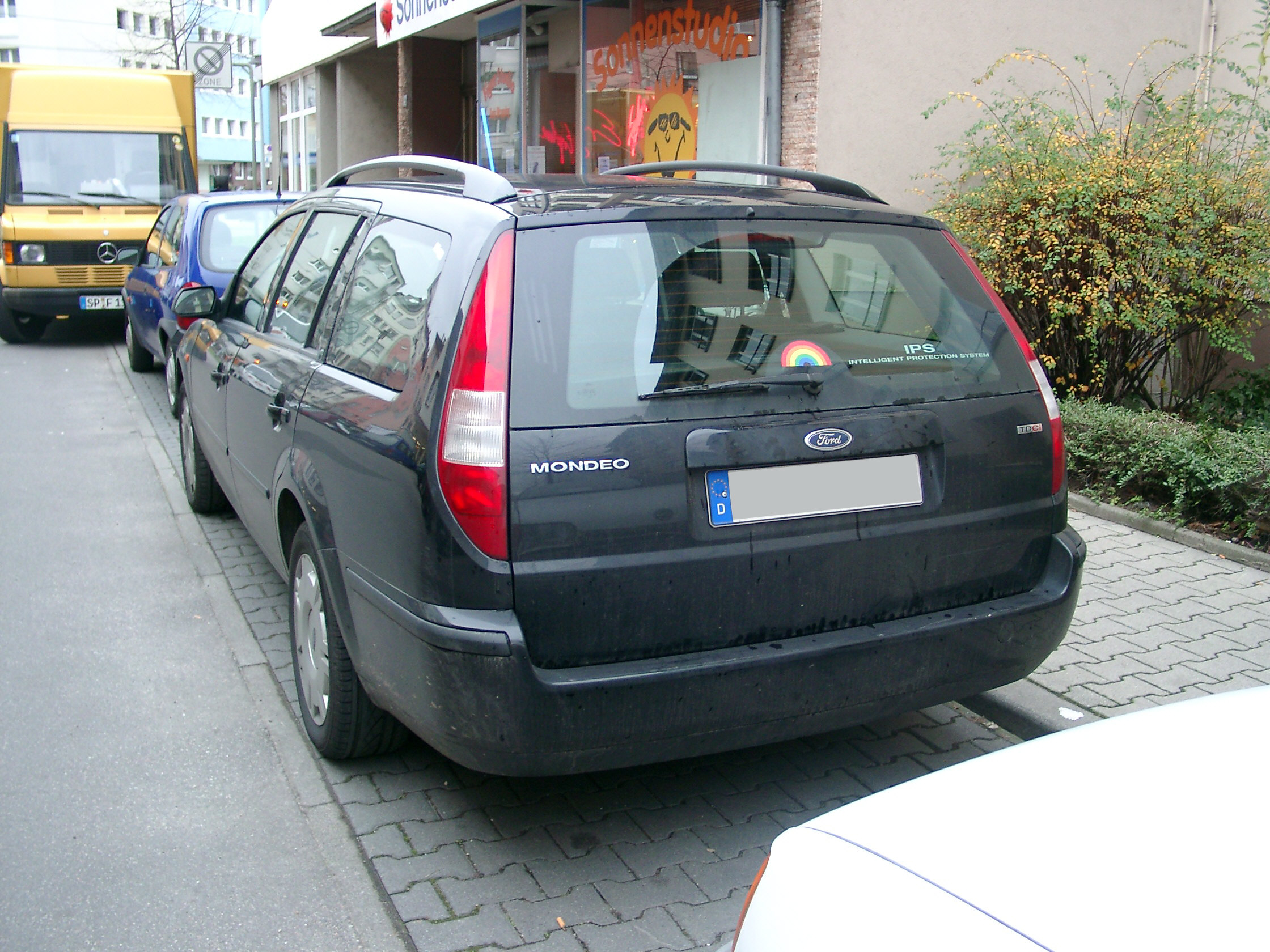
Familiar

### Motorizaciones
Los motores TDCi (common rail) son los más vendidos de la gama Mondeo:
-	2.0 TDCi 115 CV: Se ofrece con los acabados Ambiente y Futura X con una caja de cambios de 5 velocidades. Las prestaciones son aceptables: acelera de 0 a 100 en 10,8 segundos y alcanza una velocidad máxima de 197 km/h. El consumo mixto oficial es de 5,8 litros a los 100 km.
-	2.0 TDCi 130 CV: Se ofrece con los acabados Futura X y Ghia con una caja de 6 relaciones. Sus cifras son bastante buenas acelera en 9,8 segundos, alcanza los 208 km/h y anuncia un consumo mixto de 6 litros a los 100 km.
-	Sin embargo, el motor diésel más potente de la gama Mondeo llegaría un año más tarde, a mediados de 2004 y con un único y nuevo acabado, el Titanium X, que aparentemente es similar al ST220, su alternativa en diésel. Este motor es un Duratorq TDCi de 2,2 litros y 155 CV construido a partir del 2.0 TDCi de 130 CV y totalmente ajeno al acuerdo PSA-Ford. El Mondeo acelera de 0 a 100 en 8,7 segundos y alcanza los 223 km/h con este propulsor. El consumo mixto es de 6,1 según los datos oficiales. Dos de los puntos débiles más grandes respecto del modelo anterior, eran el modesto espacio para las piernas en las plazas traseras y la poca competitiva versión diésel, los cuales fueron tratados con una distancia entre ejes más larga y el nuevo motor diésel Duratorq. El diseño básico del chasis y de la suspensión fue trasladado de la generación anterior, lo que significó que el coche continuó con su reputación de ser el precursor en su clase de una mejor maniobrabilidad y conducción.
| Periodo                        | 2000-2007             | 2000-2007             | 2003-2007                 | 2000-2007                                         | 2000-2007                                                                 | 2004-2007              | 2002-2007                                     |
| Identificación del motor       | CGBA, CGBB            | CHBA, CHBB            | CFBA                      | CJBA, CJBB                                        | LCBD                                                                      | REBA                   | MEBA                                          |
| Tipo de motor                  | L4 16v                | L4 16v                | L4 16v, inyección directa | L4 16v                                            | V6 24v                                                                    | V6 24v                 | V6 24v                                        |
| Diámetro x carrera             | 83.0 mm × 83.1 mm     | 83.0 mm × 83.1 mm     | 83.0 mm × 83.1 mm         | 87.5 mm × 83.1 mm                                 | 81.6 mm × 79.5 mm                                                         | 89.0 mm × 79.5 mm      | 89.0 mm × 79.5 mm                             |
| Cilindrada                     | 1798 cm³              | 1798 cm³              | 1798 cm³                  | 1999 cm³                                          | 2495 cm³                                                                  | 2967 cm³               | 2967 cm³                                      |
| Relación de compresión         | 10.8: 1               | 10.8: 1               | 11.3: 1                   | 10.8: 1                                           | 9.8: 1                                                                    | 10.0: 1                | 10.0: 1                                       |
| Potencia máxima: CV (kW) @ rpm | 110 CV (81 kW) @ 5500 | 125 CV (92 kW) @ 6000 | 130 CV (96 kW) @ 6000     | 145 CV (107 kW) @ 6000                            | 170 CV (125 kW) @ 6000                                                    | 204 CV (150 kW) @ 6000 | 226 CV (166 kW) @ 6150                        |
| Par máximo: Nm @ rpm           | 165 Nm @ 3950         | 170 Nm @ 4500         | 175 Nm @ 4250             | 190 Nm @ 4500                                     | 220 Nm @ 4250                                                             | 263 Nm @ 4900          | 280 Nm @ 4900                                 |
| Tracción                       | Delantera             | Delantera             | Delantera                 | Delantera                                         | Delantera                                                                 | Delantera              | Delantera                                     |
| Transmisión                    | Manual, 5 velocidades | Manual, 5 velocidades | Manual, 6 velocidades     | Manual, 5 velocidades / Automática, 4 velocidades | Manual, 5 velocidades / Manual, 6 velocidades / Automática, 5 velocidades | Manual, 6 velocidades  | Manual, 5 velocidades / Manual, 6 velocidades |
| Aceleración 0–100 km/h         | 11.6 s                | 10.8 s                | 10.5 s                    | 9.8 s                                             | 8.5 s                                                                     | 7.9 s                  | 7.6 s                                         |
| Velocidad máxima               | 193 km/h              | 205 km/h              | 207 km/h                  | 215 km/h                                          | 225 km/h                                                                  | 240 km/h               | 250 km/h                                      |
| Consumo combinado (L/100 km)   | 7.7                   | 7.8                   | 7.2                       | 8.0                                               | 10.2                                                                      | 10.3                   | 10.4                                          |

| Periodo                        | 2000-2005                                     | 2000-2002                                     | 2005-2007                                                  | 2002-2006                                                                 | 2002-2007                                                                 | 2004-2007                                                  |           |
| Identificación del motor       | D5BA                                          | D6BA                                          | SDBA                                                       | HJBA                                                                      | FMBA, N7BA                                                                | QJBA, QJBB                                                 |           |
| Tipo de motor                  | L4 16v, inyección directa, turbo, intercooler | L4 16v, inyección directa, turbo, intercooler | L4 16v, inyección directa, Common-Rail, turbo, intercooler | L4 16v, inyección directa, Common-Rail, turbo, intercooler                | L4 16v, inyección directa, Common-Rail, turbo, intercooler                | L4 16v, inyección directa, Common-Rail, turbo, intercooler |           |
| Diámetro x carrera             | 86.0 mm × 86.0 mm                             | 86.0 mm × 86.0 mm                             | 86.0 mm × 86.0 mm                                          | 86.0 mm × 86.0 mm                                                         | 86.0 mm × 86.0 mm                                                         | 86.0 mm × 94.0 mm                                          |           |
| Cilindrada                     | 1998 cm³                                      | 1998 cm³                                      | 1998 cm³                                                   | 1998 cm³                                                                  | 1998 cm³                                                                  | 2198 cm³                                                   |           |
| Relación de compresión         | 19.0: 1                                       | 19.0: 1                                       | 19.5: 1                                                    | 18.2: 1                                                                   | 18.2: 1                                                                   | 17.5: 1                                                    |           |
| Potencia máxima: CV (kW) @ rpm | 90 CV (66 kW) @ 4000                          | 116 CV (85 kW) @ 4000                         | 90 CV (66 kW) @ 4000                                       | 116 CV (85 kW) @ 4000                                                     | 130 CV (96 kW) @ 3800                                                     | 155 CV (114 kW) @ 3500                                     |           |
| Par máximo: Nm @ rpm           | 245 Nm @ 1900                                 | 280 Nm @ 1900                                 | 245 Nm @ 1900                                              | 280 Nm @ 1900                                                             | 330 Nm @ 1800                                                             | 400 Nm @ 1800                                              |           |
| Tracción                       | Delantera                                     | Delantera                                     | Delantera                                                  | Delantera                                                                 | Delantera                                                                 | Delantera                                                  | Delantera |
| Transmisión                    | Manual, 5 velocidades                         | Manual, 5 velocidades                         | Manual, 5 velocidades                                      | Manual, 5 velocidades / Manual, 6 velocidades / Automática, 5 velocidades | Manual, 5 velocidades / Manual, 6 velocidades / Automática, 5 velocidades | Manual, 6 velocidades                                      |           |
| Aceleración 0–100 km/h         | 13.1 s                                        | 10.6 s                                        | 12.8 s                                                     | 10.8 s                                                                    | 9.8 s                                                                     | 8.9 s                                                      |           |
| Velocidad máxima               | 180 km/h                                      | 195 km/h                                      | 180 km/h                                                   | 200 km/h                                                                  | 208 km/h                                                                  | 220 km/h                                                   |           |
| Consumo combinado (L/100 km)   | 5.9                                           | 5.9                                           | 5.8                                                        | 5.8                                                                       | 6.0                                                                       | 6.1                                                        |           |

## Mondeo MKIV

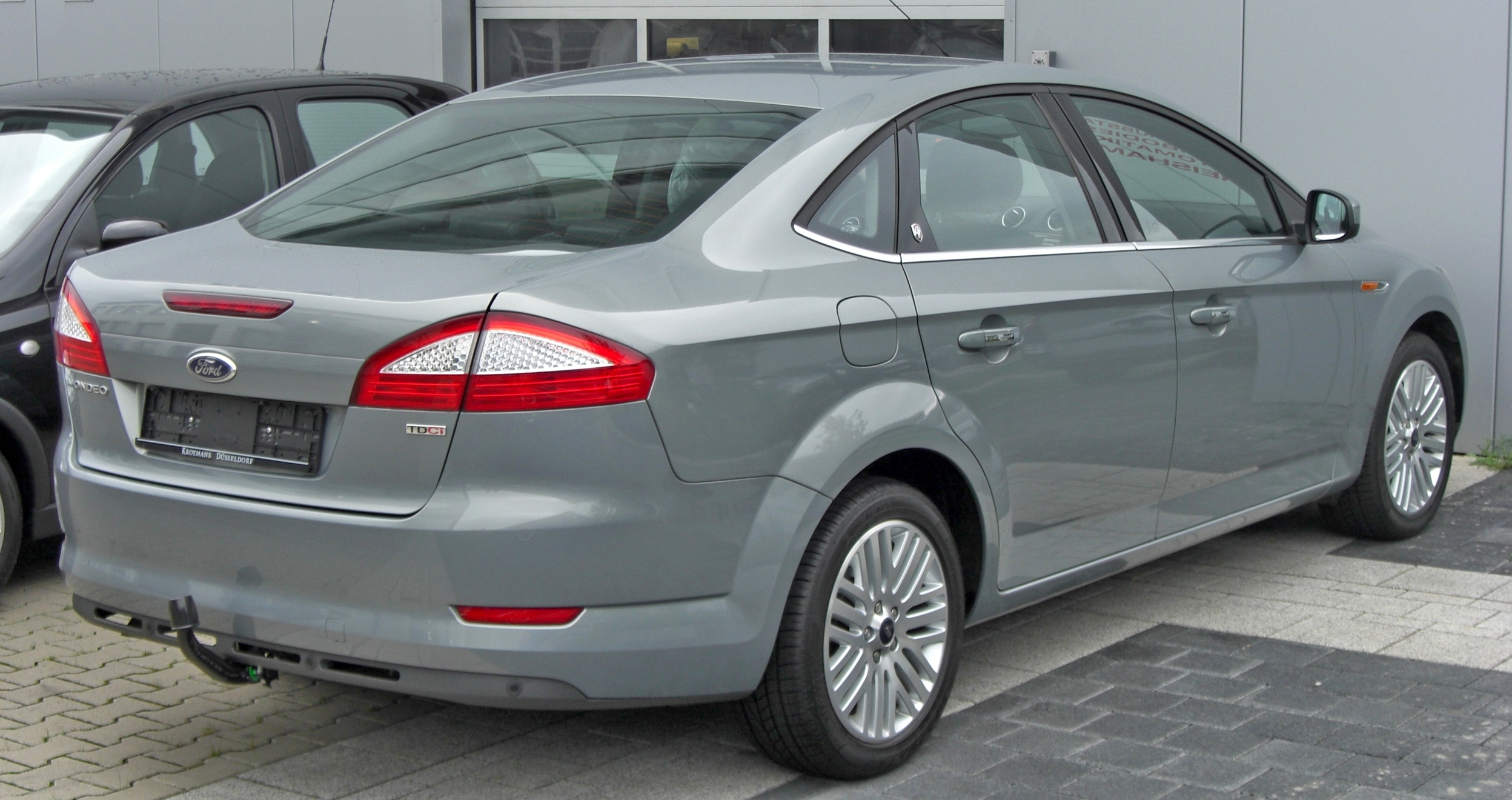
Sedán
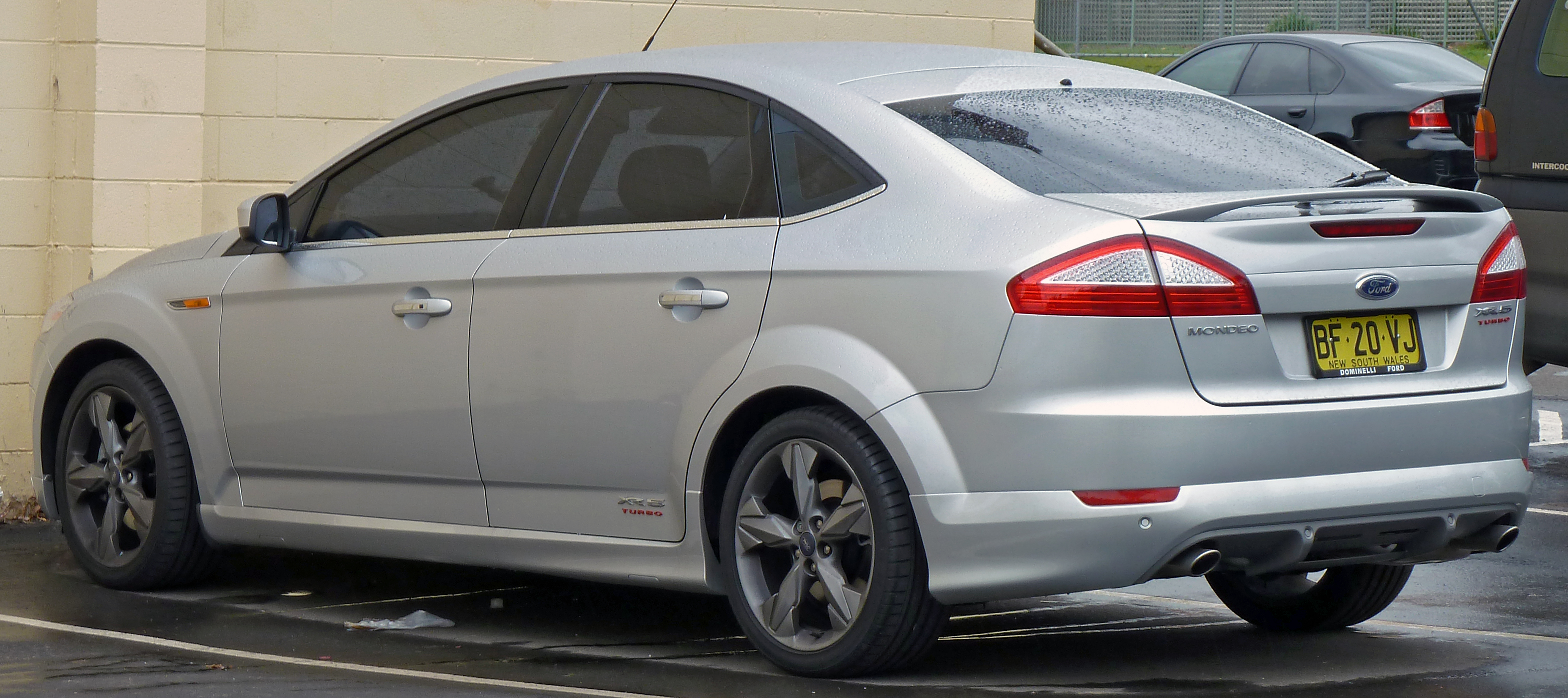
Liftback
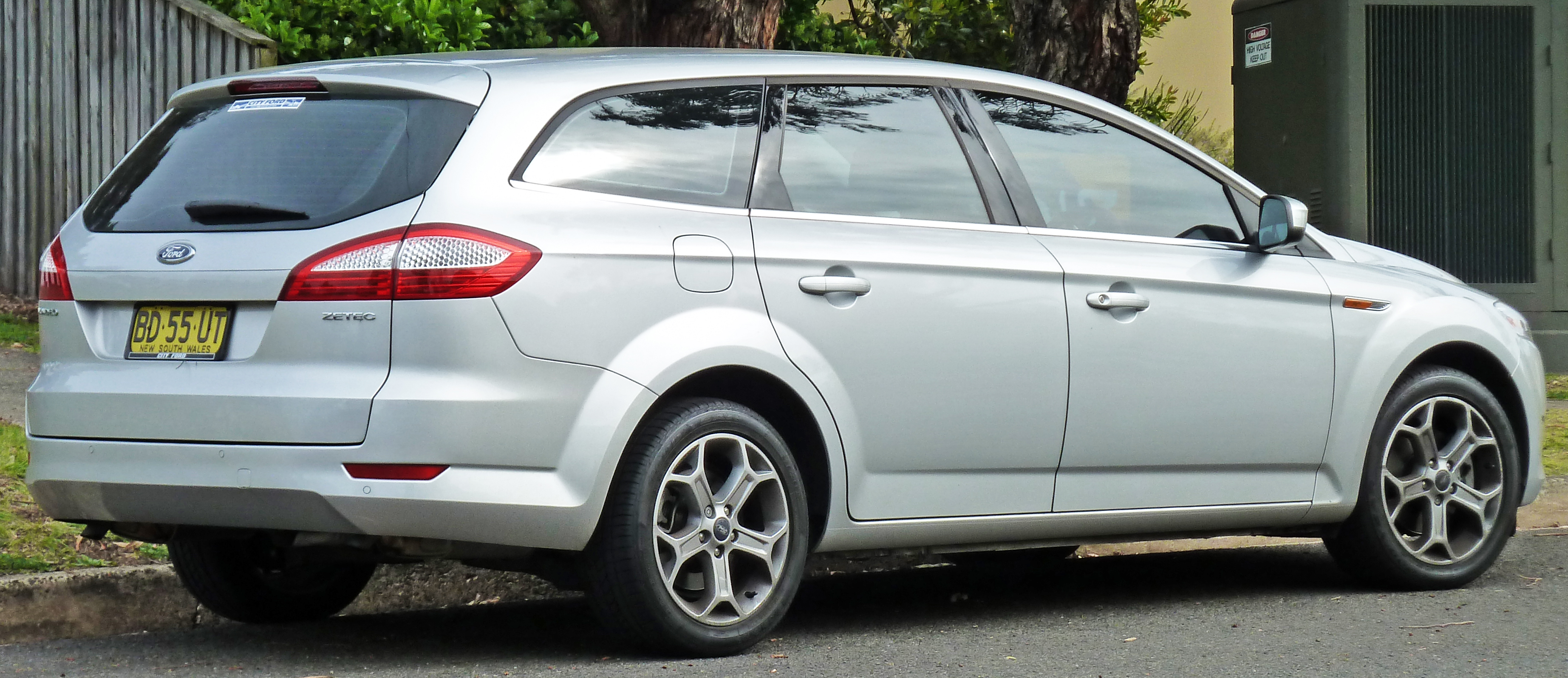
Familiar

## Mondeo MKV
El Ford Mondeo V (cuarta generación), también conocido como el Ford Fusion fue revelado por Ford en el Salón del Automóvil Internacional de Norteamérica 2012 en Detroit, Míchigan.
Con un equipo de diseño con base en Detroit para la planificación y la fase de lanzamiento global, el nuevo modelo toma muchas detalles de diseño del concepto Ford Evos europeo revelado en 2011 en el Salón del Automóvil de Fráncfort, del Ford Mondeo de anterior generación y del Ford Fusion americano de anterior generación.
Al igual que los nuevos rediseños del Focus y el Fiesta que le predecedieron, el nuevo Mondeo está construido sobre una plataforma global compartida con el ahora idéntico Fusion vendido en América.
En el Salón del Automóvil de París de 2012, Ford confirmó detalles del producto y retrasó el lanzamiento europeo de comienzos de verano de 2013 a finales de otoño de 2014 para atender problemas de calidad en la preparación de actualizaciones para la producción de la cuarta generación del Mondeo. Después se explicó que las ventas europeas de la última generación del Mondeo se retrasarían "al menos un año" debido al cierre de la planta de Ford (Genk Body & Assembly) en Genk, que es donde se habían fabricado las anteriores generaciones del automóvil para los mercados europeos. Cuando cerró la planta, Ford declaró que el nuevo Mondeo sería ensamblado en su planta de Valencia para los mercados europeos.
En octubre de 2014, la cuarta generación del Mondeo finalmente apareció en Europa, fabricado en Valencia y potenciado por una oferta de motores cuatro cilindros que ofrecen de 160-240 PS para los automóviles potenciados por gasolina y 115-180 PS para los clientes de diésel. La mecánica más pequeña es el tres cilindros "Econetic" de 125 CV, que fue programada para 2015 y también hubo rumores de una versión de tracción integral para una fecha futura.
El vehículo estuvo disponible con faros LED dinámicos. Además, como primero en su clase, presentó cinturones inflables traseros para reducir la presión en el cuerpo del ocupante en caso de un choque.
Ford ha negado oficialmente rumores sobre la eliminación del Mondeo y los modelos relacionados S-Max y Galaxy MPVs en Europa.

### Rediseño de 2019
En el Salón de Bruselas de 2019 se presentó el rediseño del Mondeo Mk.V para el mercado europeo, trayendo consigo novedades que afectan los motores, el equipamiento, el diseño y variantes inéditas, como el Familiar híbrido. Incluye además de un diseño, una parrilla y un parachoques actualizado; ópticas LED. Se presentaron nuevos motores  diésel más eficientes así como la posibilidad de contar con una nueva caja de cambio de ocho marchas. Se ofrecen cuatro acabados distintos, Trend, la de acceso. Titanium, un nivel intermedio muy bien equipado; ST-Line, una apuesta más deportiva y Vignale, una versión lujosa y exclusiva.
El sedán estrena un nuevo bloque diésel 2.0 EcoBlue, en tres variantes de potencia: 120, 150 y 190 HP, con los dos últimos con la opción también de estrenar un nuevo cambio automático de 8 velocidades. Transmisión que también equipa su única versión de gasolina, que incluye un motor 1.5 EcoBoost de 165 CV. Otra de las grandes novedades del Ford Mondeo 2019 es su nueva variante híbrida, ahora disponible además de con el sedán de 4 puertas (no con 5 puertas) con la carrocería familiar Sportbreak. El Mondeo HEV cuenta con motor de gasolina de 2,0 litros y ciclo Atkinson, junto a un motor eléctrico con el que, en conjunto, rinde 187 CV totales de potencia. Con batería de ion-litio con 1,4 kWh de capacidad, anunciando un consumo medio de hasta 4,2 l/100 km. Así como un nuevo sistema multimedia SYNC3 con pantalla de 8 pulgadas y conectividad compatible con Android Auto y Apple CarPlay.

### Trenes motrices
La oferta no incluye motores de cinco cilindros en línea o seis cilindros, y desde el lanzamiento tiene una línea completa de motores Ford EcoBoost. Desde septiembre de 2013, Ford agregó el EcoBoost tres cilindros de 123 HP que produce emisiones de 125 g/km de CO2. En 2014 se añadió un híbrido equipado con un paquete de baterías de ion-litio y un motor a gasolina 2.0 litros de ciclo Atkinson y 185 HP.

### Motores de gasolina
| Periodo                                      | 08/2015-10/2018             | 10/2014-10/2018                                   | Desde 10/2018                                     | 10/2014-10/2018             | 10/2014-10/2018             | 10/2014-10/2018        | Desde 10/2018          |           |           |           |
| Tipo de motor                                | L3 12v, turbo e intercooler | L4 16v, turbo e intercooler                       | L4 16v, turbo e intercooler                       | L4 16v, turbo e intercooler | L4 16v, turbo e intercooler | L4 16v + Eléctrico     | L4 16v + Eléctrico     |           |           |           |
| Familia del motor                            | 1.0L Fox                    |                                                   |                                                   |                             |                             |                        |                        |           |           |           |
| Diámetro x carrera                           | 71.9 mm x 82.0 mm           | 79.0 mm x 76.4 mm                                 | 79.0 mm x 76.4 mm                                 | 87.5 mm x 83.1 mm           | 87.5 mm x 83.1 mm           | 87.5 mm x 83.1 mm      | 87.5 mm x 83.1 mm      |           |           |           |
| Cilindrada                                   | 999 cm³                     | 1498 cm³                                          | 1498 cm³                                          | 1999 cm³                    | 1999 cm³                    | 1999 cm³               | 1999 cm³               |           |           |           |
| Relación de compresión                       | 10:1                        | 10:1                                              | 10:1                                              | 10:1                        | 10:1                        | 12,3:1                 | 12,3:1                 |           |           |           |
| Potencia máxima: CV (kW) @ rpm               | 125 CV (92 kW) @ 6000       | 160 CV (118 kW) @ 6000                            | 165 CV (121 kW) @ 5500                            | 203 CV (149 kW) @ 5300      | 240 CV (177 kW) @ 5400      | 187 CV (138 kW) @ 6000 | 187 CV (138 kW) @ 6000 |           |           |           |
| Par máximo: Nm @ rpm                         | 170 Nm @ 1400-4500          | 240 Nm @ 1500-4500                                | 242 Nm @ 1600-4000                                | 345 Nm @ 2700-3500          | 345 Nm @ 2300-4900          | 300 Nm @ 1750-4500     | 300 Nm @ 1750-4500     |           |           |           |
| Tracción                                     | Delantera                   | Delantera                                         | Delantera                                         | Delantera                   | Delantera                   | Delantera              | Delantera              | Delantera | Delantera | Delantera |
| Transmisión                                  | Manual, 6 velocidades       | Manual, 6 velocidades / Automática, 6 velocidades | Manual, 6 velocidades / Automática, 6 velocidades | Automática, 6 velocidades   | Automática, 6 velocidades   | Automática CVT         | Automática CVT         |           |           |           |
| Aceleración 0–100 km/h (Datos Berlina)       | 12.0 s                      | 9.2/9.1 s                                         | 10.3/11.1 s                                       | 8.7 s                       | 7.9 s                       | 9.2 s                  | 9.2 s                  |           |           |           |
| Velocidad máxima (Datos Berlina)             | 200 km/h                    | 222/214 km/h                                      | 222/209 km/h                                      | 232 km/h                    | 240 km/h                    | 187 km/h               | 187 km/h               |           |           |           |
| Consumo combinado (L/100 km) (Datos Berlina) | 5.1                         | 5.8/6.3                                           | 6.6/7.3                                           | 7.3                         | 7.3                         | 4.4                    | 4.8                    |           |           |           |

### Motores Diésel
|                                              | 1.5 TDCI                    | 1.6 TDCI                    | 2.0 TDCI                                         | 2.0 TDCI                    | 2.0 TDCI                                         | 2.0 TDCI                                         | 2.0 TDCI                                         | 2.0 TDCI                          |
| -------------------------------------------- | --------------------------- | --------------------------- | ------------------------------------------------ | --------------------------- | ------------------------------------------------ | ------------------------------------------------ | ------------------------------------------------ | --------------------------------- |
| Periodo                                      | 08/2015-10/2018             | 10/2014-08/2015             | 10/2014-08/2015                                  | 08/2015-10/2018             | Desde 10/2018                                    | 10/2014-10/2018                                  | Desde 10/2018                                    | 08/2015-10/2018                   |
| Tipo de motor                                | L4 16v, turbo e intercooler | L4 16v, turbo e intercooler | L4 16v, turbo e intercooler                      | L4 16v, turbo e intercooler | L4 16v, turbo e intercooler                      | L4 16v, turbo e intercooler                      | L4 16v, turbo e intercooler                      | L4 16v, doble turbo e intercooler |
| Código del motor                             |                             | DLD-416                     |                                                  |                             |                                                  |                                                  |                                                  |                                   |
| Diámetro x carrera                           | 73.5 mm x 88.3 mm           | 79.0 mm x 76.4 mm           | 85.0 mm x 88.0 mm                                | 85.0 mm x 88.0 mm           | 85.0 mm x 88.0 mm                                | 85.0 mm x 88.0 mm                                | 85.0 mm x 88.0 mm                                | 85.0 mm x 88.0 mm                 |
| Cilindrada                                   | 1499 cm³                    | 1560 cm³                    | 1997 cm³                                         | 1997 cm³                    | 1997 cm³                                         | 1997 cm³                                         | 1997 cm³                                         | 1997 cm³                          |
| Relación de compresión                       | 16:1                        | 16:1                        | 17:1                                             | 17:1                        | 17:1                                             | 17:1                                             | 17:1                                             | 16:1                              |
| Potencia máxima: CV (kW) @ rpm               | 120 CV (88 kW) @ 3600       | 116 CV (85 kW) @ 3600       | 150 CV (110 kW) @ 3500                           | 150 CV (110 kW) @ 3500      | 150 CV (110 kW) @ 3500                           | 180 CV (132 kW) @ 3500                           | 180 CV (132 kW) @ 3500                           | 210 CV (154 kW) @ 3750            |
| Par máximo: Nm @ rpm                         | 270 Nm @ 1750-2500          | 270 Nm @ 1750-2000          | 350 Nm @ 2000-2500                               | 350 Nm @ 2000-2500          | 350 Nm @ 2000-2500                               | 400 Nm @ 2000-2500                               | 400 Nm @ 2000-2500                               | 450 Nm @ 2000-2500                |
| Tracción                                     | Delantera                   | Delantera                   | Delantera/ Total                                 | Delantera                   | Delantera                                        | Delantera/Total                                  | Delantera/Total                                  | Delantera                         |
| Transmisión                                  | Manual, 6 velocidades       | Manual, 6 velocidades       | Manual, 6 velocidades/ Automática, 6 velocidades | Manual, 6 velocidades       | Manual, 6 velocidades/ Automática, 6 velocidades | Manual, 6 velocidades/ Automática, 6 velocidades | Manual, 6 velocidades/ Automática, 6 velocidades | Automática, 6 velocidades         |
| Aceleración 0–100 km/h (Datos Berlina)       | 11.5 s                      | 12.1 s                      | 9.3/9.9 s (10.3 s AWD)                           | 9.3 s                       | 9.3/9.9 s                                        | 8.3/8.6 s (9.3 s AWD)                            | 8.3/8.6 s (9.3 s AWD)                            | 7.9 s                             |
| Velocidad máxima (Datos Berlina)             | 192 km/h                    | 192 km/h                    | 215/213 km/h (215 km/h AWD)                      | 213 km/h                    | 215/213 km/h                                     | 225/223 km/h (221 km/h AWD)                      | 225/223 km/h (223 km/h AWD)                      | 233 km/h                          |
| Consumo combinado (L/100 km) (Datos Berlina) | 4.0 (3.6)                   | 4.2                         | 4.4/4.8 (4.8 AWD)                                | 4.2                         | 5.0/5.4                                          | 4.4/4.8 (5.2 AWD)                                | 5.1/5.2 (6.1 AWD)                                | 5.0                               |

|       |
| Sedán |

|          |
| Liftback |

|          |
| Familiar |

|          |
| Interior |

## El Mondeo en competiciones

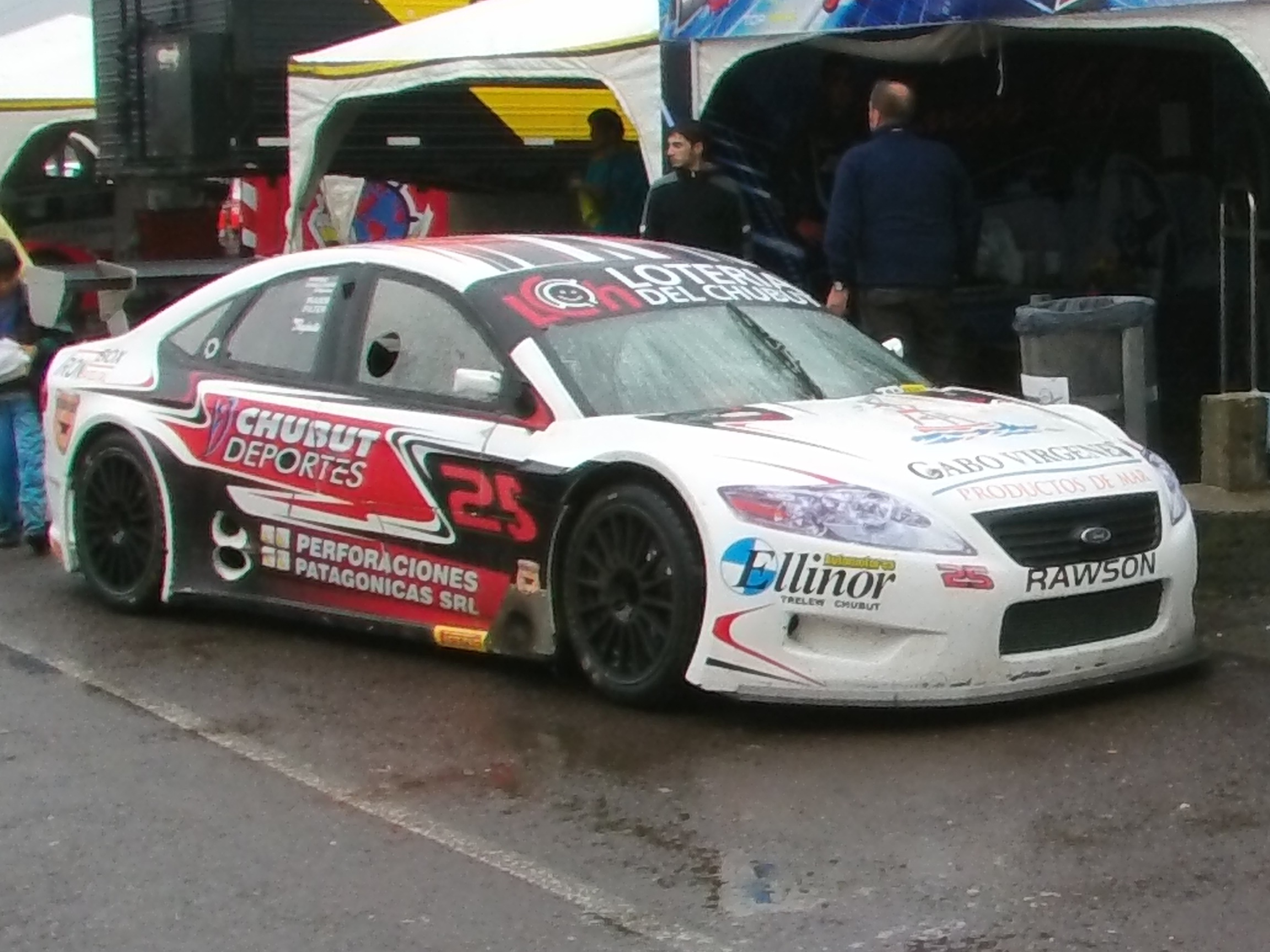
Ford Mondeo III (2013)

El Mondeo I compitió en el Campeonato Británico de Turismos entre los años 1993 y 2000. En la temporada 2000, el trío de pilotos oficiales Alain Menu, Anthony Reid y Rickard Rydell terminaron en los tres primeros lugares del campeonato de pilotos, y Ford fue campeón de constructores por amplio margen. El cambio de las especificaciones para la temporada 2001, que pasó de Superturismo a BTC Touring, llevó a Ford a retirar el Mondeo de la competición.
En Argentina, la primera generación del Mondeo estaba homologada para su participación en el antiguo campeonato del Top Race Original, pero tuvo pocas apariciones, con escasos resultados y sin éxito. La era del Mondeo en esta categoría, se dio de la mano de la segunda generación del modelo, que fue tomada como molde para la creación de los carrozados especiales de la categoría TRV6. El coche estuvo vigente desde la creación de la categoría en el 2005 y fue utilizado por numerosos pilotos. Los modelos más destacados fueron el que representó al Club Atlético Boca Juniors y que fuera conducido por Ernesto Bessone, el que representó al Club Atlético River Plate, pilotado por Juan Manuel López y el del tricampeón Omar Martínez. En el año 2007, también fue adoptado para el parque automotor de la actual Top Race Series, enfrentándose al Chevrolet Vectra II y al Alfa Romeo 156.
En el año 2009 fue presentada la tercera generación del Mondeo como opción de carrozado, compartiendo pista con la segunda generación. Ese año, el Mondeo II cerró el torneo logrando el campeonato de la mano de José María López y quedando el subcampeonato en poder de Juan Manuel Silva, con una unidad similar. Con la reformulación del parque automotor de la categoría entera, ocurrido en el año 2012, el Mondeo III quedó definitivamente homologado para las divisionales TRV6 y Top Race Series, mientras que el Mondeo II fue homologado para la Top Race Junior y también para las dos primeras temporadas de la divisional zonal Top Race NOA. A partir del año 2014, Top Race Series toma la determinación de reformular su parque automotor implementando carrocerías genéricas para todos los competidores, cuya identificación quedó a elección de cada piloto que para lograr ese propósito, estampaba en las partes frontal y posterior de la unidad, pegatinas que imitaban los rasgos de diseño de modelos de producción, siendo elegidos en el caso de la marca Ford, los modelos Mondeo III y Mondeo IV, este último a partir de las dos últimas fechas de 2014. Esta práctica fue luego implementada por Top Race NOA en su temporada 2015, quedando el Mondeo IV como modelo representativo de la marca Ford.